# Servicio Nacional de Inteligencia Iraquí
El Servicio Nacional de Inteligencia de Irak (INIS) es una agencia de inteligencia del gobierno iraquí que se creó en abril de 2004 bajo la autoridad de la Autoridad Provisional de la Coalición. 

## Antecedentes
Después de la invasión de Irak en 2003, el jefe de la Autoridad Provisional de la Coalición, Paul Bremer, disolvió los servicios militares y de seguridad de Irak . A medida que la situación de seguridad en Irak se deterioró y la resistencia iraquí a la ocupación se hizo más fuerte y violenta, la necesidad de un servicio secreto se hizo más apremiante. En diciembre de 2003, The Washington Post informó que Iyad Allawi y Nuri Badran, miembros del Consejo de Gobierno Provisional de Irak y del partido político del Acuerdo Nacional Iraquí, volaron a los Estados Unidos para discutir los detalles de la creación de un nuevo servicio secreto con la ayuda de la CIA Badran encabezaría la agencia y reclutaría a muchos agentes del Servicio de Inteligencia Iraquí de Saddam Hussein . El objetivo principal de la nueva organización era contrarrestar la insurgencia. El proceso de contratación fue ayudado por el polígrafo de la CIA
En enero de 2004, The New York Times informó que la creación de la nueva agencia estaba en marcha. Debía emplear entre 500 y 2.000 personas y ser financiado por el gobierno de los Estados Unidos. Se decía que Ibrahim al-Janabi era el principal candidato para dirigir la agencia de espionaje. Estos esfuerzos generaron críticas por parte de Ahmed Chalabi, otro político iraquí exiliado que tenía buenas conexiones con la CIA, quien expresó su preocupación de que la nueva agencia podría ser utilizada para la restauración del antiguo aparato de seguridad baazista y seguir el patrón bien establecido de represión del gobierno.

## Fundación
En abril de 2004, el jefe de la APC, Paul Bremer, firmó la Orden de la Autoridad Número 69, que estableció una carta para el INIS y autorizó al Consejo de Gobierno Iraquí para crear dicha agencia. Su primer director fue Mohammed Abdullah al-Shahwani y fue  financiada con fondos secretos apartados dentro de la apropiación de Irak aprobada por el Congreso de los Estados Unidos. Se dice que estos fondos secretos, que suman un total de  3 mil millones $ en tres años, destinados a operaciones encubiertas de la CIA dentro de Irak (así como, en pequeña medida, Afganistán ). Al-Shehwani estuvo en el ejército iraquí desde 1955 hasta 1984, huyó al Reino Unido en 1990 y perdió a sus tres hijos en el golpe fallido de 1996 organizado por el INA y la CIA. 
A mediados de 2004, 18 agentes del INIS fueron asesinados, diez por la Organización Badr y ocho por Al-Qaeda de Abu Musab al-Zarqawi en Irak, según al-Shahwani. También acusó a la embajada iraní en Bagdad de organizar los asesinatos de Badr.
De 2016 a 2020 fue dirigida por Mustafa Al-Kadhimi que en mayo de 2020 asumió el puesto de primer ministro de Irak.

## Misión
De acuerdo con la Orden 69 de la CPA, que estableció el INIS, tiene la tarea de recopilar inteligencia y realizar actividades de inteligencia con respecto a:
- Amenazas a la seguridad nacional de Irak.
- Terrorismo e insurgencia.
- Proliferación de armas de destrucción masiva, producción y tráfico de narcóticos, y crimen organizado grave.
- Espionaje y otros actos que amenazan la democracia iraquí.